# Национальный банк Республики Беларусь
Национальный банк Республики Беларусь (бел. Нацыянальны банк Рэспублікi Беларусь) — центральный банк и государственный орган Республики Беларусь.
Национальный банк независим в своей деятельности и подотчётен только Президенту Республики Беларусь, который утверждает его Устав, назначает, с согласия Парламента, председателя и членов Правления.

## Функции
Согласно ст. 7 Банковского кодекса Республики Беларусь Национальный банк Республики Беларусь:
- регулирует кредитные отношения и денежное обращение, определяет порядок расчётов,
- обладает исключительным правом эмиссии денег,
- выполняет иные функции, предусмотренные Банковским кодексом и иными законодательными актами Республики Беларусь.

Более подробно функции банка описаны в ст. 12 Устава Национального банка.
Указом президента № 42 от 7 февраля 2019 года, Национальный банк наделён правом регулирования деятельности национальных рейтинговых агентств.

## Структура
К структурным подразделениям Нацбанка кроме Центрального аппарата также относятся Учебный центр и Центральное хранилище.
Главные управления Нацбанка по г. Минску и областям упразднены  1 марта 2022 года, в целях оптимизации структуры ведомства.
Место нахождения центрального аппарата Национального банка:
проспект Независимости, 20,

220008, Минск, Республика Беларусь.
С участием Нацбанка созданы:

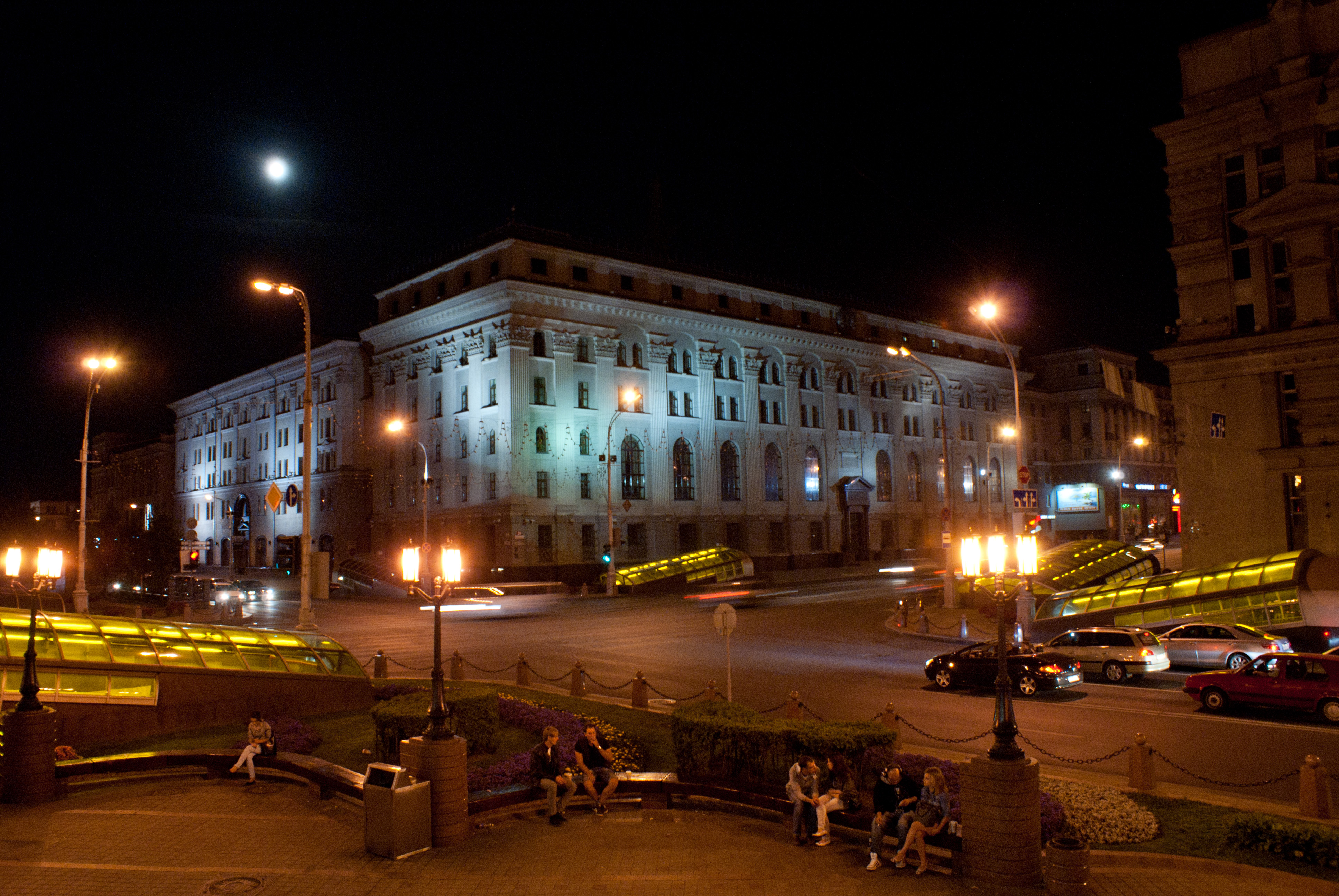
Здание банка ночью.

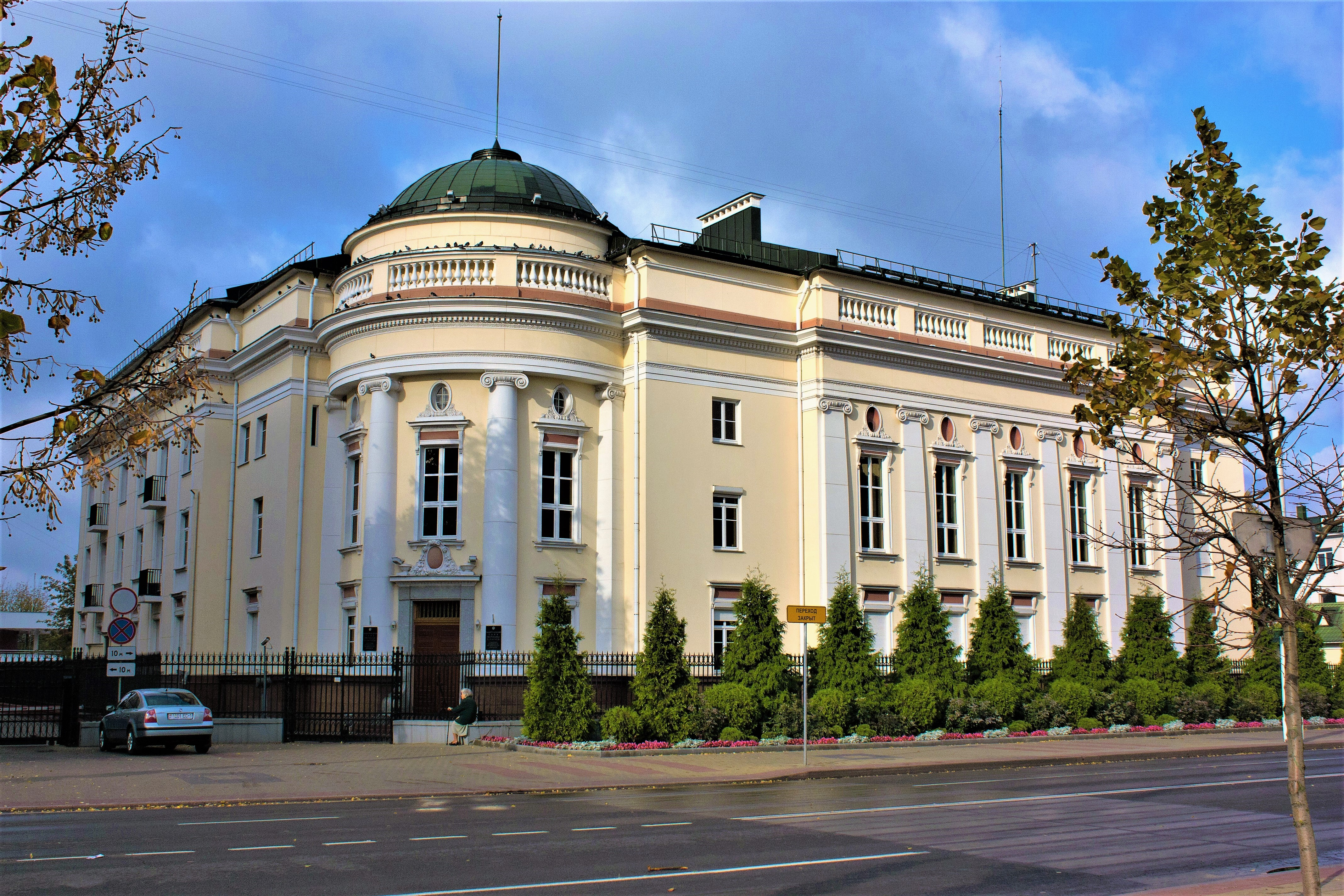
Здание Главного управления по Брестской области

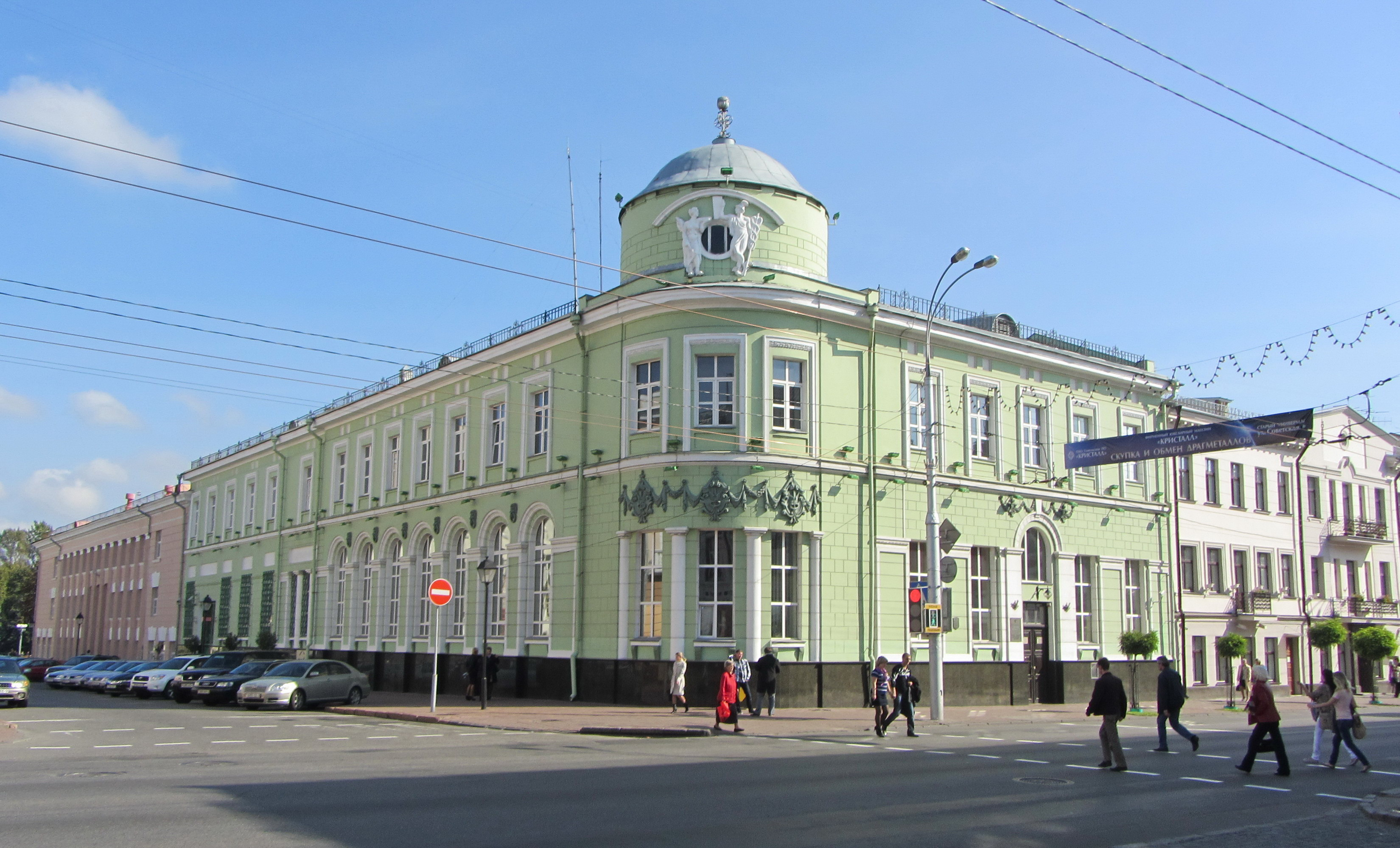
Здание Главного управления по Гомельской области

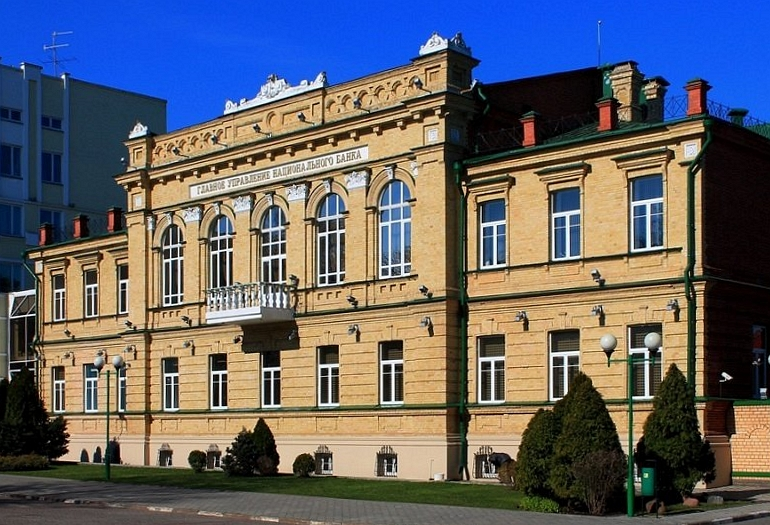
Здание Главного управления по Могилёвской области.

- ОАО «Банковский процессинговый центр»;
- ОАО «Белорусская валютно-фондовая биржа» (учредителями также являются Министерство по управлению государственным имуществом и приватизации Республики Беларусь и ряд крупных банков Республики Беларусь);
- ГУ «Агентство по гарантированному возмещению банковских вкладов»;

которые обеспечивают, соответственно, работу платёжной системы, валютного рынка страны и сохранность вкладов в банках.
- ОАО «Белорусский межбанковский расчётный центр» (Нацбанк является его соучредителем с долей участия не менее 99 %) — выполняет функции технического оператора автоматизированной системы межбанковских расчётов[9];
- ОАО «Небанковская кредитно-финансовая организация „Белинкасгрупп“» (учредителями, кроме Нацбанка, являются также Беларусбанк и Белагропромбанк, с долей участия соответственно 44, 49 и 7 %) — оказывает содействие в обеспечении наличного денежного обращения, организация централизованной системы сбора, обработки и доставки наличных денежных средств и иных ценностей при оказании кассово-инкассаторских услуг банковской системе Республики Беларусь, субъектам хозяйствования, проведение кассовых операций[10].

## История
Постановлением Совета народных комиссаров БССР от 3 декабря 1921 года была создана Белорусская контора Госбанка РСФСР при Наркомате финансов Белорусской ССР. Свою деятельность она начала 3 января 1922 года. Через год, сразу после учреждения Государственного банка СССР, банк вошёл в состав банковской системы СССР. Реорганизации банка проводились в 1959 и 1987 годах.
История независимого существования банковской системы Беларуси и Национального банка началась с приобретением страной суверенитета после распада Советского Союза. В декабре 1990 года в БССР были приняты Законы «О Национальном банке Белорусской ССР» и «О банках и банковской деятельности в Белорусской ССР», вступившие в силу 1 января 1991 года. Все учреждения банков на территории Белоруссии были объявлены её собственностью, а на базе Белорусского республиканского банка Госбанка СССР был создан Национальный банк. 1 апреля 1991 года формирование Национального банка было завершено.

### Председатели правления Национального банка
- Николай Владимирович Омельянович (1986 [Белконтора Госбанка СССР] — 1991)
- Станислав Антонович Богданкевич (1991—1995)
- Тамара Дмитриевна Винникова (1996—1997)
- Геннадий Станиславович Алейников (1997—1998)
- Пётр Петрович Прокопович (1998—2011)
- Надежда Андреевна Ермакова (2011—2014)
- Павел Владимирович Каллаур (2014—2025)
- Роман Александрович Головченко (с 2025)

## Санкции
11 апреля 2023 года премьер-министр Канады объявил о  дополнительных санкциях в отношении девяти организаций, связанных с белорусским финансовым сектором, в число которых вошёл и нацбанк РБ.